# Sajama (provins)

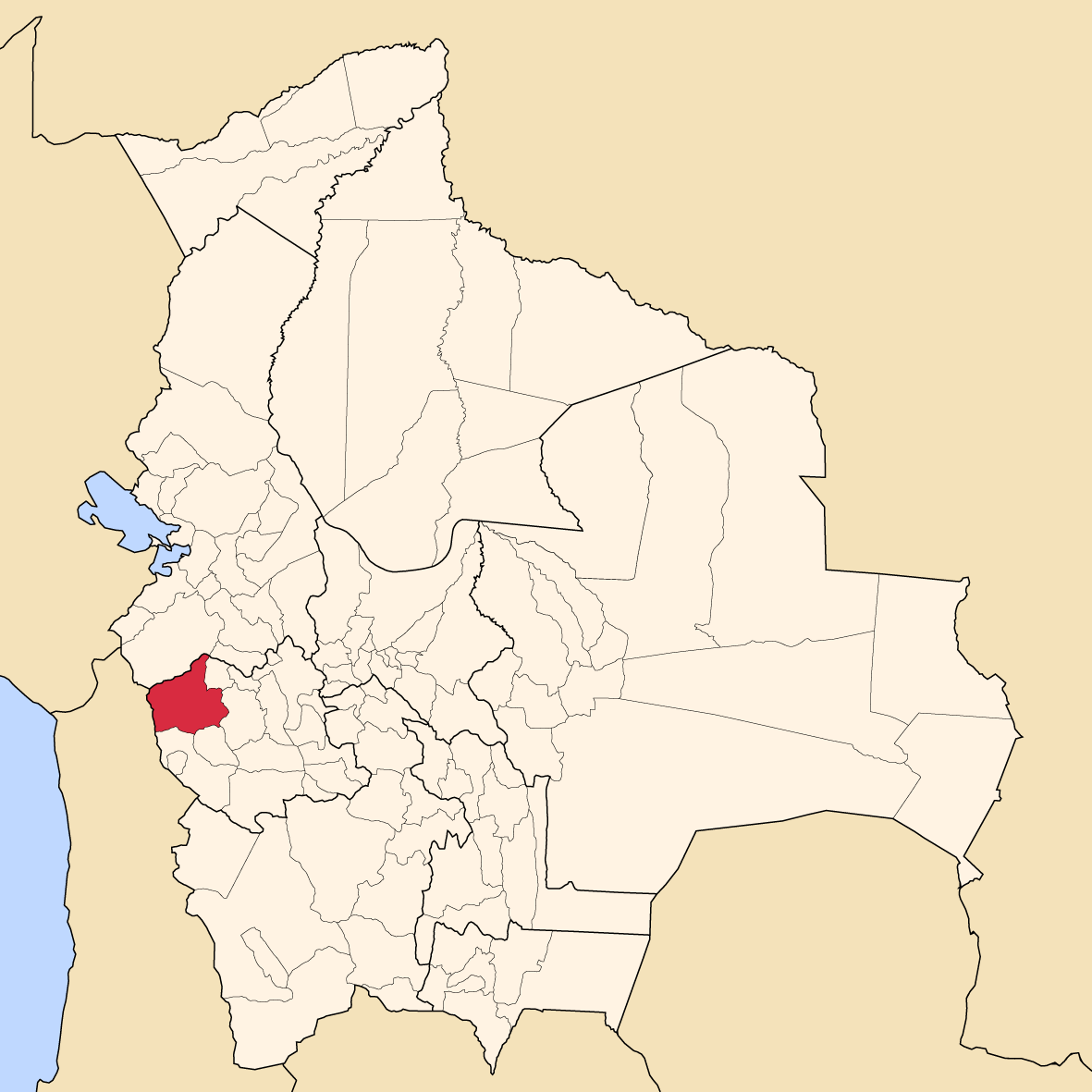
Provinsen Sajama i Bolivia

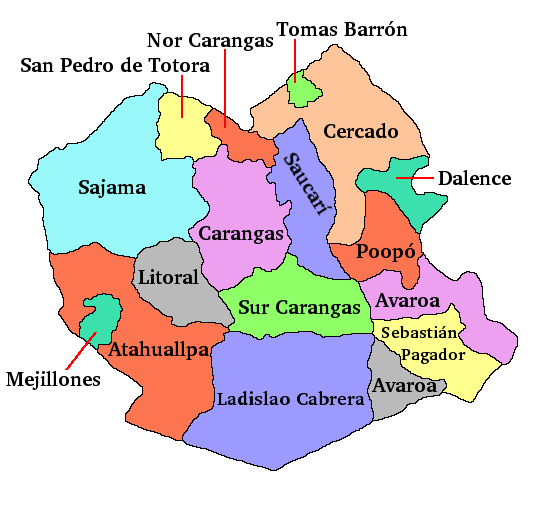
Provinser i Oruro

Sajama är en provins i den nordvästra delen av departementet Oruro. Den ligger mellan 17° 39' och 18° 39' sydlig latitud och mellan  67° 38' och 68° 45' västlig longitud.  Den administrativa huvudorten är Curahuara de Carangas. I Sajama bor 9 096 invånare (2001).
Provinsen gränsar mot departementet La Paz i nordväst, Chile i väster, Atahuallpa i sydväst, Litoral i sydost, Carangas i öster och San Pedro de Totora i nordost. Mellan norr och söder är sträckan omkring 120 kilometer och mellan öster och väster 135 kilometer. Provinsen innefattar de två kommunerna Curahuara de Carangas och Turco.